# Tornaľa
Tornaľa és una ciutat d'Eslovàquia. Es troba a la regió de Banská Bystrica.

## Història
La primera menció escrita de la vila es remunta al 1245.

## Demografia
| Godina             | 1994 | 2004   | 2014   | 2024   |
| ------------------ | ---- | ------ | ------ | ------ |
| Nombre de persones | 8457 | 8016   | 7364   | 6702   |
| Diferència         |      | −5,21% | −8,13% | −8,98% |

| Godina             | 2023 | 2024   |
| ------------------ | ---- | ------ |
| Nombre de persones | 6741 | 6702   |
| Diferència         |      | −0,57% |